# Drama League Award za wybitny występ
Drama League Award za wybitny występ (ang. Drama League Distinguished Performance Award) – nagroda teatralna, przyznawana corocznie, począwszy od 1935, przez stowarzyszenie The Drama League za „najbardziej wyróżniający się” występ sezonu teatralnego. Artysta może otrzymać ją tylko raz w swojej karierze.
Pierwotnie znana jest jako Delia Austrian Medal – została nazwana na cześć amerykańskiej recenzentki teatralnej Delii Austrian. W historii tylko raz nie wręczono nagrody, w 2021.

## Laureaci
Opracowano na podstawie materiału źródłowego:
| Nr | Rok  | Zdjęcie               | Laureatka             | Sztuka                                |
| -- | ---- | --------------------- | --------------------- | ------------------------------------- |
| 1  | 1935 | Katharine Cornell     | Katharine Cornell     | Romeo i Julia                         |
| 2  | 1936 | Helen Hayes           | Helen Hayes           | Victoria Regina                       |
| 3  | 1937 | Maurice Evans         | Maurice Evans         | Ryszard II                            |
| 4  | 1938 | Cedric Hardwicke      | Cedric Hardwicke      | Shadow and Substance                  |
| 5  | 1939 | Raymond Massey        | Raymond Massey        | Abe Lincoln in Illinois               |
| 6  | 1940 | Paul Muni             | Paul Muni             | Key Largo                             |
| 7  | 1941 | Paul Lukas            | Paul Lukas            | Straż nad Renem                       |
| 8  | 1942 | Judith Evelyn         | Judith Evelyn         | Angel Street                          |
| 9  | 1943 | Alfred Lunt           | Alfred Lunt           | The Pirate                            |
| 9  | 1943 | Lynn Fontanne         | Lynn Fontanne         | The Pirate                            |
| 10 | 1944 | Elisabeth Bergner     | Elisabeth Bergner     | The Two Mrs. Carrolls                 |
| 11 | 1945 | Mady Christians       | Mady Christians       | I Remember Mama                       |
| 12 | 1946 | Louis Calhern         | Louis Calhern         | The Magnificent Yankee                |
| 13 | 1947 | Ingrid Bergman        | Ingrid Bergman        | Joanna z Lotaryngii                   |
| 14 | 1948 | Judith Anderson       | Judith Anderson       | Medea                                 |
| 15 | 1949 | Robert Morley         | Robert Morley         | Edward, My Son                        |
| 16 | 1950 | Grace George          | Grace George          | The Velvet Glove                      |
| 17 | 1951 | Claude Rains          | Claude Rains          | Ciemność w południe                   |
| 18 | 1952 | Julie Harris          | Julie Harris          | I Am a Camera                         |
| 19 | 1953 | Shirley Booth         | Shirley Booth         | Czas kukułki                          |
| 20 | 1954 | Josephine Hull        | Josephine Hull        | The Solid Gold Cadillac               |
| 21 | 1955 | Viveca Lindfors       | Viveca Lindfors       | Anastasia                             |
| 22 | 1956 | David Wayne           | David Wayne           | The Ponder Heart                      |
| 23 | 1957 | Eli Wallach           | Eli Wallach           | Major Barbara                         |
| 24 | 1958 | Ralph Bellamy         | Ralph Bellamy         | Sunrise at Campobello                 |
| 25 | 1959 | Cyril Ritchard        | Cyril Ritchard        | W przyjemnym towarzystwie             |
| 26 | 1960 | Jessica Tandy         | Jessica Tandy         | Five Finger Exercise                  |
| 27 | 1961 | Hume Cronyn           | Hume Cronyn           | Big Fish, Little Fish                 |
| 28 | 1962 | Paul Scofield         | Paul Scofield         | Oto jest głowa zdrajcy                |
| 29 | 1963 | Charles Boyer         | Charles Boyer         | Lord Pengo                            |
| 30 | 1964 | Alec Guinness         | Alec Guinness         | Dylan                                 |
| 31 | 1965 | John Gielgud          | John Gielgud          | Maleńka Alicja                        |
| 32 | 1966 | Richard Kiley         | Richard Kiley         | Człowiek z La Manchy                  |
| 33 | 1967 | Rosemary Harris       | Rosemary Harris       | Dzika kaczka                          |
| 34 | 1968 | –                     | Zoe Caldwell          | Pełnia życia panny Brodie             |
| 35 | 1969 | Alec McCowen          | Alec McCowen          | Hadrian Siódmy                        |
| 36 | 1970 | James Stewart         | James Stewart         | Harvey                                |
| 37 | 1971 | Anthony Quayle        | Anthony Quayle        | Sleuth                                |
| 38 | 1972 | Eileen Atkins         | Eileen Atkins         | Vivat! Vivat Regina!                  |
| 38 | 1972 | Claire Bloom          | Claire Bloom          | Vivat! Vivat Regina!                  |
| 39 | 1973 | Alan Bates            | Alan Bates            | Butley                                |
| 40 | 1974 | Christopher Plummer   | Christopher Plummer   | The Good Doctor                       |
| 41 | 1975 | –                     | John Wood             | Sherlock Holmes                       |
| 42 | 1976 | Eva Le Gallienne      | Eva Le Gallienne      | The Royal Family                      |
| 43 | 1977 | Tom Courtenay         | Tom Courtenay         | Otherwise Engaged                     |
| 44 | 1978 | Frank Langella        | Frank Langella        | Drakula                               |
| 45 | 1979 | Frances Sternhagen    | Frances Sternhagen    | On Golden Pond                        |
| 46 | 1980 | Roy Scheider          | Roy Scheider          | Zdrada                                |
| 47 | 1981 | Ian McKellen          | Ian McKellen          | Amadeusz                              |
| 48 | 1982 | Milo O’Shea           | Milo O’Shea           | Mass Appeal                           |
| 49 | 1983 | –                     | Kate Nelligan         | Plenty                                |
| 49 | 1983 | –                     | Edward Herrmann       | Plenty                                |
| 50 | 1984 | Jeremy Irons          | Jeremy Irons          | Prawdziwa rzecz                       |
| 51 | 1985 | Derek Jacobi          | Derek Jacobi          | Cyrano de Bergerac Wiele hałasu o nic |
| 52 | 1986 | Bernadette Peters     | Bernadette Peters     | Song and Dance                        |
| 53 | 1987 | James Earl Jones      | James Earl Jones      | Fences                                |
| 54 | 1988 | John Lithgow          | John Lithgow          | M. Butterfly                          |
| 55 | 1989 | Pauline Collins       | Pauline Collins       | Shirley Valentine                     |
| 56 | 1990 | Robert Morse          | Robert Morse          | Tru                                   |
| 57 | 1991 | Stockard Channing     | Stockard Channing     | Szósty stopień oddalenia              |
| 58 | 1992 | Glenn Close           | Glenn Close           | Śmierć i dziewczyna                   |
| 59 | 1993 | Stephen Rea           | Stephen Rea           | Someone Who’ll Watch Over Me          |
| 60 | 1994 | Sam Waterston         | Sam Waterston         | Abe Lincoln in Illinois               |
| 61 | 1995 | Cherry Jones          | Cherry Jones          | The Heiress                           |
| 62 | 1996 | Uta Hagen             | Uta Hagen             | Mrs. Klein                            |
| 63 | 1997 | Charles Durning       | Charles Durning       | The Gin Game                          |
| 63 | 1997 | Bebe Neuwirth         | Bebe Neuwirth         | Chicago                               |
| 64 | 1998 | Brian Stokes Mitchell | Brian Stokes Mitchell | Ragtime                               |
| 65 | 1999 | Kathleen Chalfant     | Kathleen Chalfant     | Wit                                   |
| 66 | 2000 | Eileen Heckart        | Eileen Heckart        | The Waverly Gallery                   |
| 67 | 2001 | Mary-Louise Parker    | Mary-Louise Parker    | Proof                                 |
| 67 | 2001 | Gary Sinise           | Gary Sinise           | Lot nad kukułczym gniazdem            |
| 68 | 2002 | Liam Neeson           | Liam Neeson           | Czarownice z Salem                    |
| 69 | 2003 | Harvey Fierstein      | Harvey Fierstein      | Hairspray                             |
| 70 | 2004 | Hugh Jackman          | Hugh Jackman          | The Boy from Oz                       |
| 71 | 2005 | Norbert Leo Butz      | Norbert Leo Butz      | Dirty Rotten Scoundrels               |
| 72 | 2006 | Christine Ebersole    | Christine Ebersole    | Grey Gardens                          |
| 73 | 2007 | Liev Schreiber        | Liev Schreiber        | Talk Radio Makbet                     |
| 74 | 2008 | Patti LuPone          | Patti LuPone          | Gypsy                                 |
| 75 | 2009 | Geoffrey Rush         | Geoffrey Rush         | Król umiera, czyli ceremonie          |
| 76 | 2010 | Alfred Molina         | Alfred Molina         | Red                                   |
| 77 | 2011 | Mark Rylance          | Mark Rylance          | Jerusalem La Bête                     |
| 78 | 2012 | Audra McDonald        | Audra McDonald        | Porgy and Bess                        |
| 79 | 2013 | Nathan Lane           | Nathan Lane           | The Nance                             |
| 80 | 2014 | Neil Patrick Harris   | Neil Patrick Harris   | Hedwig and the Angry Inch             |
| 81 | 2015 | Chita Rivera          | Chita Rivera          | The Visit                             |
| 82 | 2016 | Lin-Manuel Miranda    | Lin-Manuel Miranda    | Hamilton                              |
| 83 | 2017 | Ben Platt             | Ben Platt             | Dear Evan Hansen                      |
| 84 | 2018 | Glenda Jackson        | Glenda Jackson        | Three Tall Women                      |
| 85 | 2019 | Bryan Cranston        | Bryan Cranston        | Network                               |
| 86 | 2020 | Danny Burstein        | Danny Burstein        | Moulin Rouge!                         |
| 87 | 2022 | Sutton Foster         | Sutton Foster         | The Music Man                         |
| 88 | 2023 | Annaleigh Ashford     | Annaleigh Ashford     | Sweeney Todd                          |
| 89 | 2024 | Sarah Paulson         | Sarah Paulson         | Appropriate                           |
| 90 | 2025 | Nicole Scherzinger    | Nicole Scherzinger    | Sunset Boulevard                      |